# Leszek Pisz
Leszek Pisz (uitspraak: [ˈlɛʂɛk ˈpiʂ], ong. lesjek piesj) (Dębica, 18 december 1966) is een voormalig profvoetballer uit Polen, die zijn actieve carrière in 2001 beëindigde bij Śląsk Wrocław. Hij speelde op het middenveld, en werd in 1995 uitgeroepen tot Pools voetballer van het jaar.

## Clubcarrière
Pisz begon zijn carrière in 1983 bij Wisłoka Dębica uit zijn geboortestad. Zijn grootste successen vierde hij bij de Poolse legerclub Legia Warschau. In 1996 vertrok hij naar Griekenland, waar hij in totaal vijf seizoenen zou spelen.

## Interlandcarrière
Pisz kwam in totaal veertien keer (één doelpunt) uit voor de nationale ploeg van Polen in de periode 1990–1996. Hij maakte zijn debuut op 28 maart 1990 in de vriendschappelijke thuiswedstrijd tegen Joegoslavië (0-0), toen hij Roman Szewczyk na 77 minuten verving. Zijn veertiende en laatste interland speelde Pisz op zondag 2 juni 1996 in de vriendschappelijke uitwedstrijd tegen Rusland (2-0).
| Interlanddoelpunten | Interlanddoelpunten | Interlanddoelpunten | Interlanddoelpunten | Interlanddoelpunten | Interlanddoelpunten | Interlanddoelpunten | Interlanddoelpunten |
| #                   | Datum               | Locatie             | Wedstrijd           | Goal                | Score               | Uitslag             | Type                |
| ------------------- | ------------------- | ------------------- | ------------------- | ------------------- | ------------------- | ------------------- | ------------------- |
| 1.                  | 06/05/1990          | Chicago             | Costa Rica – Polen  | 10'                 | 0 – 1               | 0 – 2               | Oefeninterland      |

## Erelijst
Legia Warschau
- Pools landskampioen

1994, 1995
- Pools bekerwinnaar

1989, 1990, 1994, 1995
- Poolse Supercup

1990, 1995
- Pools voetballer van het jaar

1995